# Her First Biscuits
Pour plus de détails, voir Fiche technique et Distribution.
Her First Biscuits est un court métrage américain de 1909 réalisé par D. W. Griffith. Une copie du film existe dans les archives cinématographiques de la Bibliothèque du Congrès.

## Distribution
- John R. Cumpson - Mr. Jones
- John R. Cumpson - Mrs. Jones
- Linda Arvidson
- Charles Avery - Biscuit Victime
- Dorothy Bernard
- Clara T. Bracy
- Charles Craig
- Flora Finch
- Guy Hedlund
- Anita Hendrie - Biscuit Victime
- Arthur V. Johnson - Biscuit Victime
- Marion Leonard - Biscuit Victime
- Jeanie MacPherson - Secretaire
- Owen Moore: Biscuit Victime
- Anthony O'Sullivan:
- Mary Pickford: Biscuit Victime